# Hypena persimilis
Hypena persimilis là một loài bướm đêm trong họ Erebidae.